# Сенуфо
Сенуфо народ насељава граничне обасти између саване и влажних тропских области шума Малија, Гвинеје, Обале Слоноваче и Буркине Фасо. По легенди, дошли су у те области са северо-истока пре четири века. Сенуфо су претежно земљорадници који гаје кукуруз, просо, јам и кикирики. У време европске колонијализације Сенуфо су живели у селима на чијем челу се налазио вођа који је имао титулу „домаћина земље”. Села Сенуфо састоје се од малих кућа од опеке од блата. У кишовитим јужним заједницама Сенуфа, сламнати кровови су чести, док су равни кровови заступљени на сувом северу налик пустињи. Тајна друштва имају значајну религијску и социјалну функцију. Чланови тајног друштва морају да прођу три ступња посвећења да би постали чланови савета старешина.

## Уметност

### Тканине
Тканине фила или филафани што у преводу значи „сликана тканина” вековима је рађена у етничкој заједници Сенуфо. Ткане су на малим, уским разбојима у облику узаних, дугих трака које су спајане. Када је постигнута жељена величина, тканина се осликавала. Цртеже су по правилу радили мушкарци због култног карактера ових тканина. Техника бојења је једноставна: прво се исцртају жељени мотиви жућкастим, биљним раствором а потом се цела тканина потапа у блато. Биљни раствор фиксира блато на оним местима на којима је исцртан цртеж. После прања слике остају црне или тамно мрке површине, док остали делови добијају своју природну, светлу боју. Могу бити украшене једнставним црно белим пругама, затим геометријским и фигуративним мотивима, представама животиња и маскираним људским фигурама. Најприсутније су животиње које су по митологији у време стварања света прве населиле земљу. То су, пре свега птица, змија, гуштер, крокодил и корњача, као и животиње које по веровању поседују изузетну снагу, моћ и лепоту као антилопа, биво и лав. Одећа шивена од фила тканина никада се није користила у свакодневном животу, она је искључиво била употребљавана у ритуалима, свечаностима тајних друштава. Значајну улогу имале су ове тканине и међу професионалним ловцима. Њих су облачили када би пошли у лов, јер су тканине имале заштитни  карактер: штитиле су ловце од злих шумских духова који могу бити прерушени у одређену животињу. Данас филафани тканине немају исти значај који су имале у прошлости када су израђиване и искључиво ношене у оквиру одређених култова. Продукција тканина код Сенуфо народа је и данас изузетна нарочито у области Корхого где се и даље производе за украшавање зидова великих хотелских здања, а исто тако и као курентна роба за страно тржиште, тако да се перципирају као уметничко дело без религиозне симболике.

### Маске
Маске Сенуфо мењају се у зависности од области и племенских подгрупа. Сенуфо праве маске од дрвета и бронзе. По начињу ношења оне се могу поделити на маске-шлемове које се носе на глави и маске које се носе на лицу. Маске могу бити зооморфне и антропоморфне. Међу зооморфним маскама постоји неколико типова маски, које припадају различитим тајним друштвима. Најпознатије су маске-шлемови које користи друштво Ло. На овој маски налазе се црте различитих животиња (бика, антилопе, мајмуна, крокодила). Очи, надочни луци и нос су антропоморфни. Облик главе подсећа на бика, а уста на крокодила са наглашеним зубима. На маски се налазе уши и рогови антилопе. Изнад надочних лукова налазе се фигуре камелеона, змије и птице.
Међу антропоморфним маскама најпознатије су маске Кпелие. Маске су равне, овалног облика, и представљају умерено стилизовано људско лице са узаним дугачким носом и испупченим устима. Око очију и уста налажи се татуаж. Са стране се налази пат правоугаоних и полуовалних облика који представљају птицу калао. Постоји велики број варијанти ових маски, а међу њима познате су двојне маске Сенуфо-Куфоло, које симболизују јединство мушког и женског принципа. Ове маске раде се од бронзе и дрвета. На маскама се такође налазе и представе: крокодила, камелеона, змије, бивола, овна, антилопе, мајмуна и хијене.

## Митологија и традиција
У Сенуфо веровању постоје два универзума: један коме припада човек (куло) и велики универзум (дунинијан) који садржи све остало. Сенуфо верују да се стварање света одвијало у неколико етапа. У првој етапи створени су први човек и прва жена. У првих десет дана када је створен човек настали су: сунце, месец, планине, киша, биљке и животиње. Прва етапа завршена је стварањем првог станишта и прве породице. Пар је временом донео на свет многобројно потомство. Деца су била различите боје коже и говорила су многим језицима. Она су се лоше слагала међу собом и када су одрасла свако је отишао на своју страну. Касније су се сукоби међу суседима претворили у рат који је донео много жртава. Један човек је, пронашавши свога мртвог друга, покрио тело камењем да би га заштитио од хијена и тако је настао први гроб- место које је на симболичан начин представљало стециште бесмртних душа предака. Приношење жртава обављала су деца, која су посипала крв убијених животиња на камен који је постао први олтар.
Крокодил и камелеон припадај истом кругу митских животиња које су прве настале и поседују натприродну моћ. На митолошком плану змија симболизује везу између духовног начела (више, мушке енергије) и материјалног начела (више, женске енергије). Змија је, по веровању, чувар извора. Због феномена мењања коже она је симбол бесмртности. Биво и ован симболизују плодност и снагу. Антилопе симболизују снагу духова. Птица калао или сетиен представља амблем племена. Наглашен кљун симболизује мушки полни орган.
Појам породичне лозе је јако битан за традицију Сенуфо народа. Она одређује ко се са ким и када може венчати, јер је брак савез између две породичне лозе, те од мушкарца и те од жене. Постоје прописи које ограничавају могућности брака и према којима би се одмерава која ће од одређених лоза бити добар избор за партнера. Када млада жена дође у домаћинство свога мужа, подразумевано је да се неће носити према њој са непоштовањем, јер мужевљева страна породице не жели да исквари добар углед и слику код женине породичне лозе. Такође, жене и мушкарци не могу да само изаберу себи супружника. Иако се девојке удају са 17, 18 година и током селидбе код мужа добија своју кућу где може своју децу да гаји, она ће увек бити као странац ту. Чак ће и њена деца бити део њене лозе а не мужевљеве, јер се припадност лози одређује матрилинеарно. Самим тим, деца неће наследити очеву имовину, већ ће је наследити деца његове сестре, док ће његова деца наследити имовину свога ујака.
Тајно друштво Поро старо је неколико стотина година. Повезано је са сличним друштвима у Западној Африци. Постоје различита објашњења о настанку ових друштава чији је задатак да младе уведе и припреми за живот и зрело понашање. Друштво негује обичаје предака не дозвољавајући да нестану. Тајно друштво је организовано на хијерархијском принципу. Постоји легенда по којој је први дух Поро именовао своју жену за вођу женског дела друштва. Тајно друштво се састаје у „светој шуми” поред села, на месту где је сахрањен њихов оснивач. Главног маскираног духа смеју да виде само чланови друштва. Он се појављује у посебним свечаностима кад се припрема нова група дечака за обред иницијација. Сви мушкарци пролазе кроз обред иницијација који обухвата две фазе и траје од 8 до 10 месеци. Обред посвећења садржи ритуалне плесове маскираних људи који се изводе ноћу по месечини или уз светло ватре. Посвећени приступају заједници Ло (у неким крајевима Кома или До). Чланови овог друштва поштују култ предака, које моле да заштите чланове заједнице. Сви костими и музички инструменти који прате свечаност морају се сакрити да их не би виделе жене. Сенуфо верују да жена неће имати деце ако види плес Ло. Од овог правила изузете су старице за које се верује да нису опасне ако виде плес Ло.